# Петропавлівська вулиця (Мелітополь)
Петропавлівська вулиця — вулиця у Мелітополі. Вулиця йде від вулиці Михайла Грушевського до Петропавлівського провулку. Здебільшого забудована приватними будинками.

## Назва
Вулиця названа на честь святих Петра і Павла.
Поруч знаходиться Петропавлівський провулок.

## Історія
14 лютого 1897 року вулиця згадується як Петро-Павлівська.
25 жовтня 1921 року перейменована на вулицю Урицького — на честь Мойсея Соломоновича Урицького (1873—1918) — російського революційного та політичного діяча єврейського походження, першого голови Петроградської надзвичайної комісії.
21 жовтня 1965 року частина вулиці Урицького (від нинішньої вулиці Олександра Невського до Молочної вулиці) віднесена до Молочної вулиці.
У зв'язку з законом про декомунізацію в 2016 році вулиці повернуто історичну назву Петропавлівська.